# Leonardo Vinci
Leonardo Vinci (Strongoli, 1690 o 1696 – Napoli, 27 maggio 1730) è stato un compositore italiano, tra i massimi rappresentanti della scuola musicale napoletana.

## Biografia
Studiò con Gaetano Greco presso il Conservatorio dei Poveri di Gesù Cristo, dove era entrato il 14 novembre del 1708. Nel 1719 fu nominato maestro di cappella presso Paolo di Sangro, principe di Sansevero, ed ebbe modo di dar lezioni al nipote di costui, Raimondo. In questo periodo compose le sue prime opere, in napoletano, che ottennero un buon risultato: Lo cecato fauzo, rappresentata a Napoli presso il Teatro dei Fiorentini, e Le ddoje lettere. Il buon avvio fece sì che Vinci divenisse uno dei compositori più richiesti presso lo stesso teatro, per cui scrisse almeno otto commedie segnando anche l'affermazione, insieme a Leonardo Leo, di questo genere musicale nel panorama napoletano. Un notevole successo lo ottenne con l'opera Li zite ‘n galera scritta nel 1722 e rappresentata presso il teatro di San Bartolomeo. Successivamente compose altre opere rappresentate presso il Teatro nuovo (La mogliera fedele, ultima sua commedia, e La festa di Bacco) e iniziò a dedicarsi al genere serio con Publio Cornelio Scipione.
A seguito della notorietà ottenuta, venne invitato a Roma nel 1724 dove fece rappresentare il Farnace, composta sopra il libretto d'Antonio Maria Lucchini. In quest'opera, rappresentata con straordinario successo al Teatro Alibert, cantarono Domenico Gizzi, Virtuoso della Real Cappella di Napoli nel ruolo di Farnace e Carlo Broschi, detto Farinelli. Nello stesso anno scrisse due opere per la città di Napoli e nel 1725 ne compose una per quella di Venezia: l’Ifigenia in Tauride. Nel 1725, fino alla sua morte, venne assunto presso la cappella reale di Napoli come provicemaestro. Nel Carnevale del 1726 presentò a Roma, al Teatro delle Dame (ex Teatro Alibert) uno dei suoi capolavori, la Didone Abbandonata su libretto di Metastasio, in cui cantarono Domenico Gizzi, Farfallino e Antonio Barbieri. Nel 1728 si aggregò alla confraternita del SS. Rosario presso la chiesa di Santa Caterina a Formiello a Napoli e nello stesso anno, dopo la morte di Gaetano Greco, ottenne anche il posto di maestro di cappella presso il Conservatorio dei Poveri di Gesù Cristo ove ebbe tra i suoi allievi Pergolesi. Quest'occupazione, tuttavia, durò poco in quanto nell'ottobre dello stesso anno venne sostituito da Francesco Durante.

Fu uno dei maggiori rappresentanti del teatro operistico del suo tempo, mise in musica sei libretti di Metastasio: Didone abbandonata, Siroe re di Persia, Catone in Utica, La Semiramide riconosciuta, Alessandro nell'Indie e Artaserse.

La sua ultima opera, Artaserse appunto, venne rappresentata nel 1730 a Roma. Nello stesso anno Vinci morì in circostanze non chiare. Pare che fosse un amante del bel vivere, secondo le testimonianze del Metastasio e del Frugoni, e, secondo una leggenda, sarebbe deceduto a seguito d'un avvelenamento. Fu sepolto nella chiesa di Santa Caterina a Formiello, grazie all'interessamento della sorella del cardinal Ruffo che provvide a sostenere le spese, dato che il musicista era morto povero.

## Produzione e stile
La produzione di Leonardo Vinci comprende, oltre ad opere buffe e serie, anche oratori, musica sacra, pasticci e composizioni strumentali.
Una delle caratteristiche della musica di Leonardo Vinci è la spiccata melodiosità, tratto per altro tipico della scuola napoletana. Nelle opere teatrali ciò diventa particolarmente evidente, in quanto la riduzione del contrappunto all'essenziale consente alla linea vocale di risaltare.

## La musica vocale

### Opere musicali
| Anno | Titolo                                               | Libretto                                        | Prima esecuzione                                                         | Partitura (stato e luogo di conservazione) | Note | Rielaborazione o ripresa | Arie sparse (quantità e locazione                                                                   |
| ---- | ---------------------------------------------------- | ----------------------------------------------- | ------------------------------------------------------------------------ | ------------------------------------------ | --- | --- | --------------------------------------------------------------------------------------------------- |
| 1722 | Publio Cornelio Scipione                             | Agostino Piovene - Bernardo Saddumene           | Napoli, San Bartolomeo, 4 novembre 1722                                  | non conservata                             | | | 1 aria in I-Nc, 3 in F-Pc                                                                           |
| 1723 | Silla Dittatore                                      | Vincenzo Cassani, adattato da Anna Maria Strada | Palazzo Reale di Napoli, 1º novembre 1723                                | conservata                                 | partitura in I-Nc 32-4-13, I-MOe F.1231 | | 18 arie in D-MUs                                                                                    |
| 1724 | Farnace                                              | Antonio Maria Lucchini                          | Roma, Alibert, 8 gennaio 1724                                            | conservata                                 | partitura in D-MUs 4243 | Firenze, Pergola, carnevale 1726; Napoli, San Bartolomeo, 28 agosto 1729 | una collezione di arie della versione 1724 in F-Pc, 8 arie del 1729 in I-MC 126 E 18 e I-Nc 32-5-24 |
| 1724 | Eraclea                                              | Silvio Stampiglia                               | Napoli, San Bartolomeo, 1º ottobre 1724                                  | conservata                                 | partitura in I-MC E 24-26 | | |
| 1725 | Ifigenia in Tauride                                  | Benedetto Pasqualigo                            | Venezia, S.Giovanni Grisostomo, carnevale 1725                           | non conservata                             | | | una collezione di arie in I-Vnm Cod.it. IV 477, 6 arie in D-Mus 4266, 1 aria in D-SWl 4721          |
| 1725 | La Rosmira fedele (orig.: Partenope)                 | Silvio Stampiglia                               | Venezia, S.Giovanni Grisostomo, carnevale 1725                           | conservata                                 | partitura autografa in GB-Lbm 14232 con titolo Partenope                                                                                                  | | due collezioni di arie (I-Vnm Cod.it. IV 477 e F-Pc D.14287 vol.3, Nr.12), 6 arie in D-MUs 4266     |
| 1725 | Il trionfo di Camilla                                | Silvio Stampiglia                               | Parma, primavera 1725                                                    | non conservata                             | | | arie in D-Bds, F-Pc, US-BE, I-Gl                                                                    |
| 1725 | Astianatte                                           | Antonio Salvi                                   | Napoli, S.Bartolomeo, 2 dicembre 1725                                    | conservata                                 | partitura in I-Nc 33-6-2 | Andromaca, Firenze, Pergola, carnevale 1728 (pasticcio) | |
| 1726 | Didone abbandonata                                   | Pietro Metastasio                               | Roma, Alibert, 14 gennaio 1726                                           | conservata                                 | partiture in D-MUs 4242, A-Wn 17710 | Vienna, 1726; Londra, Convent Garden, 13 aprile 1737 - pasticcio arrangiato da Haendel | una collezione di arie del 1° atto (con Sinfonia in D-Hs M A/679                                    |
| 1726 | Siroe re di Persia                                   | Pietro Metastasio                               | Venezia, S.Giovanni Grisostomo, Febbraio 1726                            | conservata                                 | partiture in GB-Cfm, GB-Lcm, GB-Lam, D-MUs, US-Wc | Verona, T. Via Nuova, carnevale 1728; Genova, primavera 1730; Venezia, S.Giovanni Grisostomo, carnevale 1731 - con aggiunte di Galuppi e Pescetti; Praga, Sporck, 1734 | |
| 1726 | L'Ernelinda (orig.: La fede tradita e vendiciata)    | Francesco Silvani                               | Napoli, S.Bartolomeo, 4 novembre 1726                                    | conservata                                 | partiture in GB-Lcm, I-Mc, I-Nc | Firenze, Pergola, carnevale 1728; Bruxelles, primavera 1728; Livorno, S. Sebastiano, autunno 1729 | |
| 1727 | Gismondo re di Polonia (orig.: Il vincitor generoso) | Filippo Brianni                                 | Roma, Alibert, 11 gennaio 1727                                           | conservata                                 | partiture in D-Hs M A/677 (1° atto) + B-Bc 2366 (2° e 3° atto), D-MUs 4244                                                                                | | |
| 1727 | La caduta de' decemviri                              | Silvio Stampiglia                               | Napoli, S.Bartolomeo, 1º ottobre 1727                                    | conservata                                 | partiture in: I-Mc, GB-Lm, I-Nc | | una collezione d'arie in I-Nc 34-5-26                                                               |
| 1728 | Catone in Utica                                      | Pietro Metastasio                               | Roma, Alibert, 19 gennaio 1728 con Giacinto Fontana e Giovanni Carestini | conservata                                 | dramma per musica in 3 atti; partiture in: D-MUs 4241, GB-Lm (solo 1° e 2° atto), D-B 22376, I-Nc 3-1-9, US-Wc - partitura del 1732 in I-MC 126 E 20      | Firenze, Pergola, carnevale 1729; Livorno, S. Sebastiano, 26 dicembre 1729; Genova, carnevale 1731; Brescia, carnevale 1731; Napoli, S. Bartolomeo, 19 novembre 1732; Bologna, carnevale 1734 e nella versione rivista da Niccolò Jommelli al Burgtheater di Vienna, 1749 | |
| 1728 | Medo                                                 | Carlo Innocenzo Frugoni                         | Parma, maggio 1728                                                       | conservata                                 | partiture in: B-Bc (2196), F-Pc D. 11899 | Medea riconosciuta: Vienna, Dicembre 1735 | due collezioni di arie in D-MUs 4262 fol. 1-102 e 4241                                              |
| 1728 | Flavio Anicio Olibrio                                | Apostolo Zeno - Pietro Pariati                  | Napoli, S.Bartolomeo, inverno 1728                                       | non conservata                             | | | arie in D-MUs, I-Mc, I-Nc, GB-Lbm                                                                   |
| 1729 | Semiramide riconosciuta                              | Pietro Metastasio                               | Roma, Alibert, 6 febbraio 1729                                           | conservata                                 | partiture in: I-Nc 32-4-11 (2° atto incompleto), GB-Lcm 634 (solo 1° atto), D-MUs 4245 (senza Sinfonia), I-MC 126 E 21., D-Hs M A/680 (solo 2° e 3° atto) | Londra, Haymarket, 30 ottobre 1733 - pasticcio arrangiato da Haendel | |
| 1730 | Alessandro nell'Indie                                | Pietro Metastasio                               | Roma, Alibert, 2 gennaio 1730                                            | conservata                                 | partiture in: I-MC 126 E 19., GB-Lk 23.c.8-10, GB-Lcm 628 (solo 1° atto), I-Nc 32-4-9, B-Bc 2367 (solo 2° e 3° atto), US-Wc                               | Livorno, S. Sebastiano, carnevale 1731; Firenze, 1732; Reggio Emilia, 1732; Genova, primavera 1732; Brescia, carnevale 1733; Monaco, carnevale 1735 (pasticcio arrangiato da Giovanni Battista Ferrandini?) | |
| 1730 | Artaserse                                            | Pietro Metastasio                               | Roma, Alibert, 4 febbraio 1730                                           | conservata (15 testimoni)                  | | Vienna, 28 agosto 1730; Firenze, 1730; Napoli, 1730; Livorno, S. Sebastiano, carnevale 1731; Fano, T.della Fortuna, carnevale 1731; Roma, Alibert, 19 giugno 1731; Ferrara, Bonacossi, autunno 1731; Napoli, S.Bartolomeo, autunno 1731 e gennaio 1733; Camerino, carnevale 1733; Perugia, carnevale 1734; Arbace, Londra, Haymarket, 6 gennaio 1734 - pasticcio arrangiato da Haendel; Napoli, S.Carlo, 20 gennaio 1738 - pasticcio arrangiato da Leo; Macerata, carnevale 1740 - con aggiunte di Pampino; Firenze, Cocomero, carnevale 1740 | |

### Commedie per musica
| Anno | Titolo                 | Libretto                                           | Prima esecuzione                                  |
| ---- | ---------------------- | -------------------------------------------------- | ------------------------------------------------- |
| 1719 | Lo cecato fàuzo        | Aniello Piscopo                                    | Teatro dei Fiorentini di Napoli, 15 aprile 1719   |
| 1719 | Le ddoje lettere       | Angiolino Birini                                   | Teatro dei Fiorentini di Napoli, 9 luglio 1719    |
| 1720 | Lo scassone            |                                                    |                                                   |
| 1720 | Lo scagno              |                                                    |                                                   |
| 1720 | Lo castiello saccheato |                                                    |                                                   |
| 1721 | Lo barone de Trocchia  | V. Bottone                                         | Teatro dei Fiorentini di Napoli, 25 gennaio 1721  |
| 1721 | Le feste napoletane    |                                                    |                                                   |
| 1721 | Don Ciccio             | V. Bottone, in napoletano                          | Teatro dei Fiorentini di Napoli, 6 settembre 1721 |
| 1722 | Li zite 'ngalera       | Bernardo Saddumene                                 | Teatro dei Fiorentini di Napoli, 3 gennaio 1722   |
| 1722 | La festa de Bacco      | Francesco Antonio Tullio (Colantuono Feralentisco) | Teatro dei Fiorentini di Napoli, 29 agosto 1722   |
| 1723 | Lo labborinto          |                                                    |                                                   |
| 1724 | La mogliera fedele     |                                                    | Teatro dei Fiorentini di Napoli, 14 maggio 1724   |

### Cantate
| Titolo                              | Organico        | Partitura                                           | Note                                                                           |
| ----------------------------------- | --------------- | --------------------------------------------------- | ------------------------------------------------------------------------------ |
| Amor di Citerea gentilissimo figlio | S + bc          | D-MEIr Nr.2 in Ed.82 e                              |                                                                                |
| Chi m'ascolta chi mi vede           | S con strumenti | F-Pc D.336 Nr.6                                     |                                                                                |
| Del bel Tamigi in riva              | S + bc          | I-Rsc A 2724                                        |                                                                                |
| Dite vedeste forse                  | S + violini, bc | I-Nc 34-5-23 Nr.24                                  |                                                                                |
| Dove sei che non ti sento           | S + bc          | GB-Lbm 14266 fol.108                                | da Olimpia abbandonata?                                                        |
| Fille tu parti oh Dio               | S + bc          | I-Nc 57-2-30 Nr.2                                   |                                                                                |
| Finché in ciel saran le stelle      | S + bc          | GB-Cfm 24 F 13 fol.38                               |                                                                                |
| Mesta oh Dio fra queste selve       | A + bc          | 12 testimoni                                        | composta per Vittoria Tesi?                                                    |
| Mi costa tante lagrime              | S + bc          | A-Wn SA.67.A.25 Nr.8, I-Nc 34-5-23 Nr.13            |                                                                                |
| Nice son io pur quello              | S + bc          | I-Ac N.324/3                                        |                                                                                |
| Parto ma con qual core              | S + bc          | B-Bc 692                                            | reca l'iscrizione La partenza del(la) Faustina - scritta per Faustina Bordoni? |
| Per soggiogar la libertà di Roma    | B + bc          | D-Bds L.280/1                                       | da Orazio al ponte?                                                            |
| Silvan dimmi Silvano                | A + bc          | I-MC 126 E 18                                       | da Filli a Silvano che parte                                                   |
| Tu partisti o del core              |                 | I-MC 126 E 18 (S + bc) - I-Nc S-7-20 Nr.21 (A + bc) |                                                                                |
| Vedilo egli è pensoso               |                 | D-SHs M 21 R 1                                      | frammento di recitativo da Alfonso Primo di Pollarolo?                         |
| Veggo la selva e il monte           | S + bc          | I-Nc 34-5-23 Nr.6                                   | anonimo, ma in gruppo di composizioni autografe di Vinci                       |

### Arie d'opera d'origine incerta
| Titolo                          | Partitura                             | Note                                                                     |
| ------------------------------- | ------------------------------------- | ------------------------------------------------------------------------ |
| Ah vanne a quell'ingrato        | I-Gl Antol.5                          |                                                                          |
| Arma il tuo cor di rabbia       | I-MC 126 E 18                         | da Farnace 1729?                                                         |
| Barbari sì v'intendo            | GB-Lbm 31593                          | porta l'iscrizione Catone. Marzia                                        |
| Ben vedo o traditor             | I-Gl Antol.5                          |                                                                          |
| Che giova il dirmi io t'amo     | B-Bc 4938                             |                                                                          |
| Chiama e invita                 | GB-Cfm 32 G 28, I-Nc 34-5-24          | GB-Cfm porta l'iscrizione S.Bartolomeo                                   |
| Chiamami pur così               | F-Pc D.96                             | Testo da Didone abbandonata di Metastasio                                |
| Chiedi invano amor a me         | F-Pc D.14501                          | Testo dalla serenata Endimione di Metastasio. Musica di Porpora?         |
| Chiedilo ai lumi tuoi           | I-Nc 34-5-24                          |                                                                          |
| Combattono quest'alma           | I-MC E 18, I-Nc 34-5-24               | da Farnace 1729?                                                         |
| Credei nel dolce sposo          | GB-Ckc 405                            | titolata: In Gibilterra Signora Maria Setaro. posteriore al 1740         |
| Deh squarciami il seno          | GB-Lbm 31593, I-MC E 18, I-Nc 34-5-24 | da Farnace 1729?                                                         |
| Dividete oh giusti Dei          | I-MC E 18, I-Nc 34-5-24               | da Farnace 1729?                                                         |
| Io rimiro in lontananza         | I-Bc KK 308                           |                                                                          |
| Le tue pupille vaghe            | I-Nc 34-5-24                          | da Farnace 1729?                                                         |
| M'accendo di sdegno             | I-Fc B 405                            | probabilmente dal pasticcio Alessandro nell'Indie del 1735               |
| Mio conforto e mio martire      | D-KA 988                              | testo-parodia?                                                           |
| Nel destino mio tiranno         | I-Gl Antol-5                          | titolata: A.P.Fabbri (Annibale Pio Fabbri)                               |
| Padre ascolta                   | I-Fc D.1626                           |                                                                          |
| Penzace quanto vuò              | F-Pc X.111.A                          | probabilmente da qualche commedia per musica                             |
| Per me sdegnata                 | I-Nc 34-5-24                          | parodia di Quel fiume che in monte dal Medo del 1728. o da Farnace 1729? |
| Prendi l'estremo addio (duetto) | D-W Vogel Slg.301                     | parodia?                                                                 |
| Se d'un padre alle vendette     | I-Gl Antol-5                          |                                                                          |
| Se mai pastorello               | I-Nc 34-5-24 e F-Pn Vm.7694           | appunti autografi di Giacomelli su F-Pn                                  |
| Sento da un non sò che          |                                       |                                                                          |
| Se tenero affetto               | I-MC E 18                             | da Farnace 1729?                                                         |
| Son tigre che due prede         | I-MC E 18, I-Nc 34-5-24               | da Farnace 1729?                                                         |
| Ti lascio o vago oggetto        | I-Gl Antol-5                          |                                                                          |
| Vedrai tu solo in me            | F-Pn Vm.7694                          |                                                                          |